# Heterochernes novaezealandiae
Heterochernes novaezealandiae är en spindeldjursart som först beskrevs av Beier 1932.  Heterochernes novaezealandiae ingår i släktet Heterochernes och familjen blindklokrypare. Inga underarter finns listade i Catalogue of Life.